# Khaled (album)
Albums de Khaled
Kutché
(1988) N’ssi N’ssi
(1993)
Singles
1. Didi
Sortie : 1992
2. Ne m’en voulez pas
Sortie : 1992
3. Mauvais Sang
Sortie : 1992

Didi est un album du chanteur algérien Khaled. L’album a été produit à Bruxelles par Michael Brook et à Los Angeles par Don Was.
Tous les morceaux de l’album sont chantés en arabe excepté Ne m’en voulez pas, dont les paroles sont chantées et écrites en français.
Cet album rencontre un succès phénoménale en Inde où il se vend à plus de 400 000 exemplaires, réalisant la plus forte vente pour un artiste étranger à cette date, surpassant Michael Jackson. 

## Production
Khaled a signé avec le label français Barclay Records, puis a fait appel au producteur de disques américain Don Was pour "incorporer le R&B américain - pour américaniser la musique", ce qui a été réalisé en combinant les musiciens de Khaled avec des boucles et des rythmes de son ordinateur Macintosh et d'un clavier. Le résultat de ces sessions en studio qui combinaient le rai de Khaled avec le R&B de Was était, selon le producteur américain, "une musique assez sauvage".

## Réception
Le public arabe a très apprécié cette nouvelle musique qui est sous forme de fusion entre la chanson oranaise inconnu en dehors de la région oranaise et la musique occidentale donnant ainsi une nouvelle musique qui s'appelle le raï.
La musique de l'album, en particulier Didi, a été jouée dans des boîtes de nuit françaises et sur Hip Hip Hourah, et l'album a commencé à bien se vendre dans toute la France.

## Liste des titres
| 1.    | Didi               | Khaled                | Khaled, Don Was                                                 | 5:02 |
| 2.    | El Arbi            | Khaled                | Don Was, Michael Brook                                          | 3:35 |
| 3.    | Wahrane            | Khaled                | Michael Brook                                                   | 4:27 |
| 4.    | Ragda              | Khaled                | Khaled, Mustapha Kada, Mohsein Chentouf, Don Was, Michael Brook | 3:51 |
| 5.    | El Ghatli          | Khaled                | Don Was, Michael Brook                                          | 4:07 |
| 6.    | Liah Liah          | Khaled                | Don Was, Michael Brook                                          | 4:21 |
| 7.    | Mauvais Sang       | Khaled                | Khaled, Mustapha Kada, John Barry Jr., Don Was, Michael Brook   | 6:13 |
| 8.    | Braya              | Khaled                | Don Was, Michael Brook                                          | 4:46 |
| 9.    | Ne m’en voulez pas | Khaled, Gilles Millet | Khaled, Michael Brook                                           | 4:57 |
| 10.   | Sbabi              | Khaled                | Don Was, Michael Brook                                          | 4:05 |
| 11.   | Harai              | Khaled                | Don Was, Michael Brook                                          | 3:57 |
| 48:58 |                    |                       |                                                                 |      |

## Clips vidéo
- 1992 : Didi
- 1992 : Ne m’en voulez pas

## Certifications
| Pays     | Certification           | Ventes certifiées |
| -------- | ----------------------- | ----------------- |
| France   | Disque de certification |                   |
| Belgique | Disque de certification |                   |
| Brésil   | Platine                 | 250 000           |